# Nzema (Sprache)
Nzema (auch Nzima und Appolo) ist die Sprache der westafrikanischen Nzema, mit ca. 262.000 Sprechern in Ghana (2004 SIL) in der Western Region, der südwestlichen Ecke des Landes. 
Nzema wird auch in der Elfenbeinküste von ca. 66.700 Sprechern (1993) gesprochen. Diese leben im Wesentlichen im Département d’Aboisso, in der Subpräfektur Tiapoum an der Südostküste. Viele Nzema leben auch in Abidjan.
Anerkannter Dialekt ist Evalue. Nahe verwandt sind die Sprachen Ahanta, Anyi und Baule.

## Berühmte Nzema-Sprecher
- Kwame Nkrumah, ehemaliger Präsident von Ghana
- Anton Wilhelm Amo, Philosoph des 18. Jahrhunderts